# Панафриканизм

Панафриканский флаг

Панафриканизм — идейно-политическое движение, возникшее на рубеже XIX—XX веков в среде афроамериканской интеллигенции (Эдвард Блайден), требовавшей предоставления чернокожим равных политических прав в США. В первой половине XX века панафриканизм был связан с требованием представителей африканских общественно-политических движений о предоставлении независимости африканским странам.
После получения странами Африки независимости панафриканизм был связан с идеей, разработанной первым президентом Ганы, Кваме Нкрума, в 1960-е годы, о создании единого государства на африканском континенте — Соединённых Штатов Африки. Снова к этой забытой идее вернулся правитель (1969—2011) Ливии Муаммар Каддафи.
Одним из основоположников течения считается Уильям Дюбуа, участвовавший в первых панафриканистских конгрессах (1919, 1921, 1923, 1927), в которых также принимали участие африканские организации Национальный конгресс Британской Западной Африки, Совет студентов Западной Африки, Всемирная лига защиты негритянской расы, Комитет защиты негритянской расы.
Пятый конгресс (Манчестер, 1945) был отмечен выступлениями лидеров африканских политических партий Кваме Нкрума (Гана), Ннамди Азикиве (Нигерия), Джомо Кениата (Кения) и др.
На идейной базе панафриканизма была создана (1963) Организация африканского единства (ныне Африканский союз).